# فرودگاه پیتر او. نایت
فرودگاه پیتر او. نایت (به انگلیسی: Peter O. Knight Airport) یک فرودگاه همگانی بهره‌برداری هوایی با کد یاتا TPF است که یک باند فرود آسفالت دارد و طول باند آن ۱۰۳۸ متر است. این فرودگاه در شهر تمپا، فلوریدا کشور ایالات متحده آمریکا قرار دارد و در ارتفاع ۲ متری از سطح دریا واقع شده است.